# Lesław Wojtas
Lesław Jan Wojtas (ur. 1950) – polski bankowiec.

## Życiorys
Urodził się w 1950. Ukończył naukę w szkole średniej o profilu ekonomicznym oraz studia ekonomii na Akademii Ekonomicznej w Krakowie. Został zatrudniony w administracji terenowej PRL, przechodząc kolejne stopnie kariery do sekretarza gminy Tyrawa Wołoska. Następnie od około 1977 przez 12 lat pełnił urząd naczelnika gminy. W wieku 40 lat przeszedł do sfery bankowości. Podjął pracę w Banku Spółdzielczym w Sanoku, gdzie od 1 lipca 1989 sprawował stanowisko zastępcy dyrektora ds. administracyjnych i bezpieczeństwa w banku w Sanoku. W czasie realizacji przyjętego w 1993 planu naprawczego instytucji dnia 1 lutego 1994 został wybrany prezesem Banku Spółdzielczego w Sanoku. Po fuzji i przemianowaniu od 1 stycznia 2000 kierował Podkarpackim Bankiem Spółdzielczym. 19 września 2016 złożył rezygnację ze stanowiska prezesa zarządu Podkarpackiego Banku Spółdzielczego (w jego miejsce została powołana dr inż. Monika Krawczyk). W tym czasie został przyjęty nowy Program Postępowania Naprawczego w PBS, a po przeprowadzeniu przymusowej restrukturyzacji wznowił działalność jako Bank Nowy BFG S.A.
Kierując przedsiębiorstwem wspierał sponsoringiem działalność w dziedzinie sportu, kultury, służby zdrowia, w tym od 2005 przez lata sanocki klub hokeja na lodzie, do którego nazwy marketingowej przyjmowano PBS Bank jako sponsora strategicznego. W 2010 wszedł w skład honorowego komitetu poparcia kandydatury Wojciecha Blecharczyka na burmistrza Sanoka. W 2011 wszedł w skład rady nadzorczej Ciarko PBS Bank Klub Hokejowy Sanok sp. z o.o., obejmując funkcję prezesa.
W wyborach samorządowych w 1998 ubiegał się o mandat radnego Rady Powiatu Sanockiego startując z listy „Zjednoczeni” – mieszkańcy Sanoka i powiatu. 
Ma dwóch synów i córkę.

## Nagrody i odznaczenia
- Złota statuetka „Lider Polskiego Biznesu” (2009)[21]
- Odznaka honorowa „Za zasługi dla Bankowości Rzeczypospolitej Polskiej” (2011)[22][23]
- Odznaczenie Szmaragdowe Banku Polskiej Spółdzielczości (2011)[22][23]
- Medal Grzegorza z Sanoka (2011)[23]
- Odznaka „Przyjaciel Niewidomych” (2011)[24]
- Złoty Krzyż Zasługi (2011, „za zasługi w działalności na rzecz środowisk kombatanckich, za popularyzowanie wiedzy historycznej oraz kształtowanie postaw patriotycznych”)[25][26]
- Działacz sezonu w III edycji Plebiscytu „Hokejowe Orły” (2012, razem z Ryszardem Ziarką)[27]
- Nagroda w kategorii Osobowość Roku 2011 podczas X Gali Podkarpackiego Klubu Biznesu (2012)[28][29]